# Thomas Gargrave (speaker)
Sir Thomas Gargrave, né vers 1495 à Wakefield et mort le 28 mars 1579, est un homme politique anglais.

## Biographie
Intendant au service de Thomas Darcy, 1er baron Darcy de 1521 à 1537, il est également avocat, puis juge de paix pour le Yorkshire à partir de 1542. Il met de côté sa carrière juridique en 1544 lorsqu'il est nommé membre du Conseil du Nord (en). Fait chevalier en mars 1549, il devient à terme vice-président du Conseil du Nord en 1559.
Il commence sa carrière parlementaire en étant élu député de York à la Chambre des communes du Parlement d'Angleterre en 1547. Il est député du Yorkshire aux parlements de mars 1553 et novembre 1554. Siégeant à nouveau pour ce comté en 1559 pour le premier parlement du règne d'Élisabeth Ire, il est élu président de la Chambre des communes par ses pairs. Le 6 février, dans l'exercice de cette fonction, il exprime à la reine « la première des nombreuses requêtes formelles des communes » lui demandant de se marier.

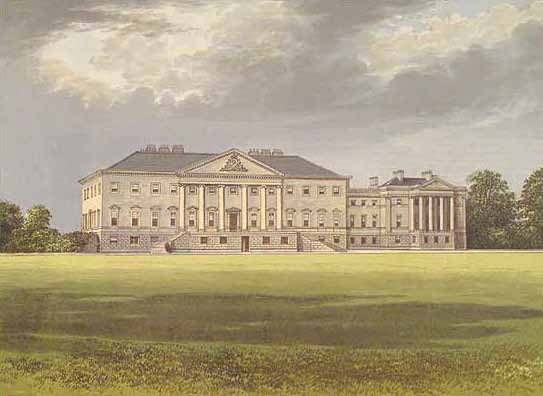
Nostell Priory, demeure de Thomas Gargrave dans le Yorkshire de l'Ouest. (L'image date de 1880.)

Il est réélu député du Yorkshire aux parlements de 1563, 1571 et 1572, tout en demeurant vice-président du Conseil du Nord. En mars 1563 il obtient ainsi le droit de s'absenter du Parlement pour se rendre dans le nord de l'Angleterre en réponse aux conflits frontaliers avec le royaume d'Écosse. Il exerce cette vice-présidence « sous cinq présidents successifs du Conseil du Nord et [fait] plus que toute autre personne pour établir la suprématie de cette institution sur les comtés turbulents du nord ». Il en assure d'ailleurs la présidence de facto d'octobre 1570 à août 1572, le poste de président du conseil étant vacant. 
Son fils Cotton est député à la Chambre des communes en même temps que lui en 1571 et 1572. Thomas Gargrave décède avant la fin du parlement de 1572, et est inhumé à Wakefield, sa ville natale. Son testament prévoit divers dons pour les pauvres des environs, ainsi que le financement de soins pour son épouse infirme.